# Psaliodes cupreipennis
Psaliodes cupreipennis är en fjärilsart som beskrevs av Paul Dognin 1914. Psaliodes cupreipennis ingår i släktet Psaliodes och familjen mätare. Inga underarter finns listade i Catalogue of Life.